# 우보 단층
우보 단층(友保 斷層, Ubo Fault)은 대한민국 경상 분지 의성소분지 내 발달하는 단층으로 가음 단층대의 일부이다. 우보 단층은 경상북도 구미시 도개면~군위군 소보면 및 경상북도 의성군 우보면 이화리 지역에 서북서~동남동 방향으로 발달하며, 천영범 외(2017, 2018)는 이 두 지역의 우보 단층이 서로 연결되지 않는 별개의 단층으로 판단하여 전자를 우보 단층 (I)로, 후자를 우보 단층 (II)로 구분하였다.

## 지질도폭
우보 단층은 선산(1989) 및 군위(1981) 지질도폭에서 보고되었다. 
선산 지질도폭(1989)의 우보 단층 (I)은 대구광역시 군위군 소보면에서 구미시 도개면을 지나 영천상주고속도로를 따라 서북서 방향으로 약 20 km 연장되며, 백악기 불국사 화강암과 경상 누층군 낙동층을 절단한다. 구미시 도개면 다곡리 일대에서 화강암을 좌수향으로 어긋나게 하며, 그 변위는 300 m이다. 선산 지질도폭(1989)에 의하면 아마도 우보 단층이 활동한 후 다곡리의 화강암이 관입하고 그 후에 다시 단층의 작용을 받았을 것으로 추정하였다.
군위 지질도폭(1981)의 우보 단층 (II)은 군위군 의흥면과 우보면을 지나 서북서 방향으로 약 10 km 이상 연장되며 경상 누층군 진주층과 일직층, 후평동층, 점곡층 등을 절단한다. 절단된 지층 경계에 근거하여 우보 단층 (I)은 0.7 km 이상의 좌수향 수평 변위를 가지는 것으로 보고되었다.

## 우보 단층의 자취 (단층의 노두)

### 군위호 북부
우보 단층은 유문암질 결정질응회암으로 구성된 대구광역시 군위군 삼국유사면 학성리 군위호 북쪽 1 km 지점을 통과하며 저수유역 내에도 2매의 단층이 통과한다. 주 단층면의 파쇄대에 근접할수록 산화 철(II), 산화 마그네슘, 산화 칼륨, 석영, 백운모, 녹니석이 증가하는 경향을 보이며 화학 조성과 광물함량에 근거하여 우보 단층의 파쇄대 영향범위는 중심지역 2 m, 최대 16 m 인 것으로 추정된다.

### 소보면 달산리
대구광역시 군위군 소보면 달산리의 영천상주고속도로 건설현장(북위 36° 15′ 20.79″ 동경 128° 27′ 37.95″ / 북위 36.2557750°  동경 128.4605417° )에 드러난 우보 단층은 북서 50°의 주향과 북동 84°의 경사로 남쪽의 낙동층 조립질사암과 북쪽 셰일을 경계 짓는다. 고각의 단층경면의 단층조선은 미약한 역이동성 성분이 포함된 좌수향 주향이동 감각을 지시한다.
우보 단층(II)의 약 3 km 남서쪽에는 기존에 보고되지 않은 약 8 km 이상의 연장을 보이는 서북서 방향의 선상구조가 선명하게 나타나며 지표조사 결과 이 선상구조를 따라 경상 누층군 퇴적암의 자세가 회전되고 단층손상대가 인지되나 단층핵은 확인되지 않았다.
| 위치                 | 좌표                                                                          | 지질                          | 성향                     | 주향     | 경사     | ESR 연대측정값 | 비고 |
| -------------------- | ----------------------------------------------------------------------------- | ----------------------------- | ------------------------ | -------- | -------- | -------------- | ---- |
| 군위군 소보면 달산리 | 북위 36° 15′ 20.79″ 동경 128° 27′ 37.95″ / 북위 36.2557750° 동경 128.4605417° | 경상 누층군 낙동층 사암, 셰일 | 역이동성 좌수향 주향이동 | 북서 50° | 북동 84° | -              |      |

## 같이 보기
- 한국의 단층
- 가음 단층
- 신녕 단층
- 양산 단층
- 낙동 단층
- 안동 단층
- 구미시의 지질
- 대구광역시의 지질
- 의성군의 지질
- 한국의 지질